# Milówka (gemeente)
De gemeente Milówka is een landgemeente in het Poolse woiwodschap Silezië, in powiat Żywiecki.
De zetel van de gemeente is in Milówka. Op 30 juni 2004 telde de gemeente 9926 inwoners.

## Oppervlakte gegevens
In 2002 bedroeg de totale oppervlakte van gemeente Milówka 98,33 km², waarvan:
- agrarisch gebied: 35%
- bossen: 51%

De gemeente beslaat 9,46% van de totale oppervlakte van de powiat.

## Demografie
Stand op 30 juni 2004:
| Omschrijving                   | Totaal | Totaal | Vrouwen | Vrouwen | Mannen | Mannen |
| ------------------------------ | ------ | ------ | ------- | ------- | ------ | ------ |
| eenheid                        | aantal | %      | aantal  | %       | aantal | %      |
| inwoners                       | 9926   | 100    | 5055    | 50,9    | 4871   | 49,1   |
| bevolkingsdichtheid (inw./km²) | 100,9  | 100,9  | 51,4    | 51,4    | 49,5   | 49,5   |

In 2002 bedroeg het gemiddelde inkomen per inwoner 1322,11 zł.

## Plaatsen
- Milówka
- Laliki
- Kamesznica
- Nieledwia
- Szare

## Aangrenzende gemeenten
Istebna, Radziechowy-Wieprz, Rajcza, Ujsoły, Węgierska Górka, Wisła

## Externe links

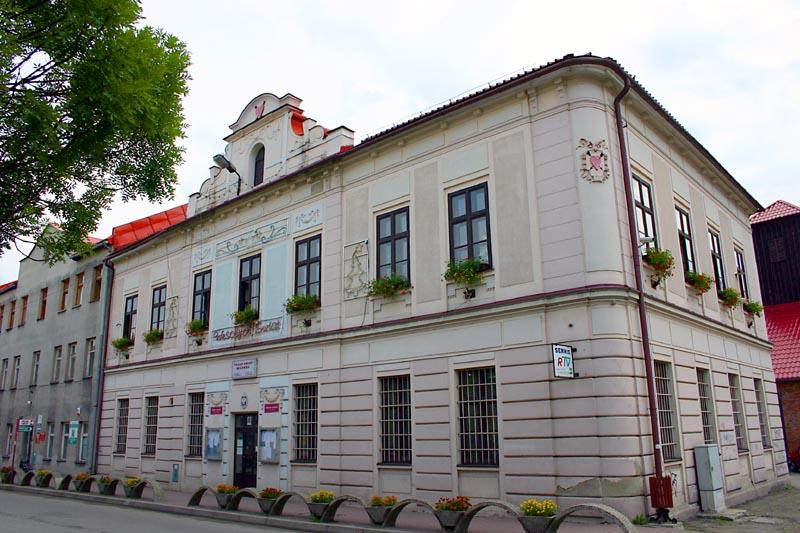
Gemeentehuis